# 鄭在炯
鄭在炯（1970年1月12日—）是一位韓國作曲家、歌手，畢業於漢陽大學作曲系，其後在巴黎進修，獲得碩士學位。1995年曾以Basis組合出道，但組合在1999年因鄭在炯單飛而解散。現時為Antenna旗下藝人。

## 音樂作品

### Basis
- 1995年：1輯《Looking For Myself》
- 1996年：2輯《The Unbalance》
- 1997年：3輯《Friends》

### 個人專輯

#### 正规专辑
- 1999年：1輯《期待》（기대）
- 2002年：2輯《第二次敬上》（두 번째 올림）
- 2008年：3輯《For Jacqueline》
- 2009年：钢琴演奏专辑《郑在炯的Promenade，缓步而行》（정재형의 Promenade, 느리게 걷다）
- 2010年：4輯《Le Petit Piano》
- 2019年：5辑《Avec Piano》

#### 单曲
- 2021年：《HOME：Feather of the Spring》
- 2021年：《HOME：Dance of Phrase》
- 2021年：《HOME：The Wave》

### 影视配乐
- 1997年：电影《情狂玛丽亚》
- 2002年：电影《中毒》
- 2005年：电影《欧若拉公主》
- 2006年：电影《勾引罗宾先生》
- 2007年：电影《现在是和相爱的人一起生活吗？》
- 2007年：电影《飞走的爆米花》
- 2009年：电影《为什么来我家》
- 2011年：MBC纪录片《人类纪录片：爱（朝鲜语：휴먼다큐멘터리 사랑）》
- 2010年：电影《吝嗇羅曼史》
- 2014年：电影《噗通噗通我的人生》
- 2024年：电视剧《虽然不是英雄》

### 其他专辑
- 2008年：《Off The Record Hyolee（朝鲜语：오프 더 레코드 - 효리）》（与李孝利）
- 2020年：《Everything Is OK》
- 2020年：《2020 Antenna Christmas Carol》
- 2021年：《2021 Antenna Christmas Carol》

### 音乐制作
- 2004年：嚴正化《Self Control》（制作人）
- 2008年：成始璄《郊游》（词曲编）
- 2009年：EVAN《世界的尽头》（词曲编）
- 2011年：鄭亨敦、郑在炯《純情男子漢》（西海岸高速公路歌謠祭歌曲，词曲编）
- 2011年：IU《L'amant》（词曲编）
- 2017年：鄭承煥《你不知道吧》（《鍵盤上的鬣狗》，词曲编）

## 电视节目
- 2012年：SBS《郑在炯与李孝利的You&I》MC
- 2012年—2020年：KBS2《不朽的名曲：傳說在歌唱》MC[3]
- 2013年：KBS2《月光王子》MC
- 2013年：SBS funE《STAR BEAUTY ROAD》
- 2014年：Olive《郑在炯的法国家常菜》（정재형의 프랑스 가정식）MC[4]
- 2014年—2015年：MBC《同属相的课外辅导》
- 2018年：KBS2《鍵盤上的鬣狗》
- 2019年—2020年：JTBC《房角落1列》MC[5]
- 2019年：Olive《炸鸡之路》（치킨로드）
- 2020年：MBC《玩什麼好呢》退貨遠征隊特輯
- 2021年：KBS2《我們喜愛的那首歌，新歌手》评审团
- 2021年：EBS《蔬菜地球》（채소가지구）
- 2022年：KBS2《国民童谣企划儿童歌手》（국민동요 프로젝트 아기싱어）
- 2022年：JTBC《人生重置再出道秀：明星诞生》（인생 리셋 재데뷔쇼 - 스타탄생）
- 2023年：KBS2《地球上的黑匣子》（지구 위 블랙박스）

## 电台节目
- 2015年—2018年：KBS CoolFM《郑在炯与文熙俊的快乐生活》主持人

## 書冊
- 鄭在炯的Paris Talk
- 鄭在炯的Paris Sketch

## 外部連結
- 鄭在炯的X（前Twitter）
- 鄭在炯的Instagram帳戶
- 鄭在炯在NAVER上的资料